# ルイス・デ・モラレス

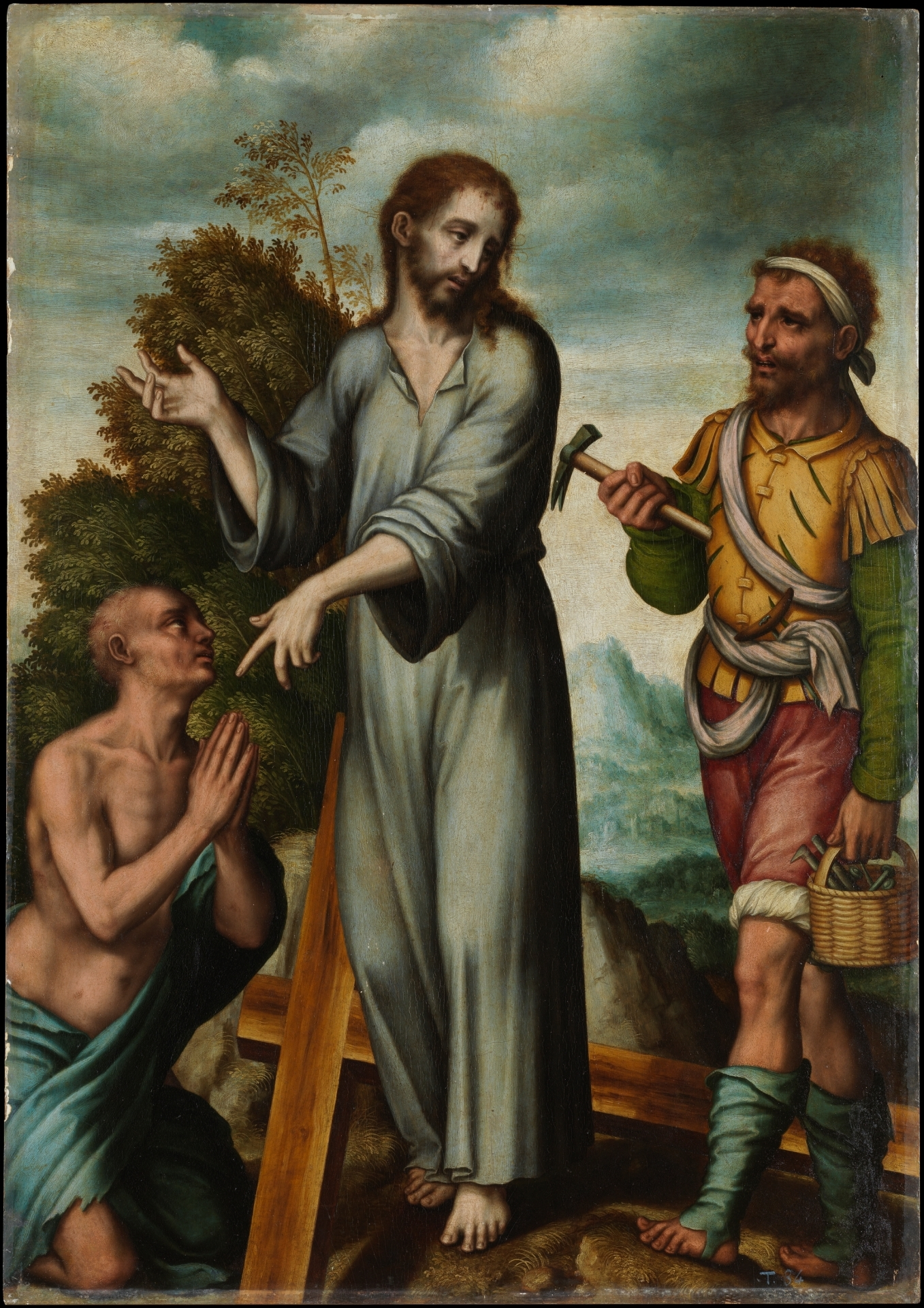
モラレス作"Cristo justificando su Pasión"、プラド美術館

ルイス・デ・モラレス（Luis de Morales, 1510年? - 1586年5月9日）は、スペインの宗教画家。エストレマドゥーラのバダホスの生まれで、スペイン黄金時代美術の画家である。
彼の作品のほとんどは宗教的題材を扱ったもので、イエス・キリストの幼児期や受難が大画面に描かれている。
画家の作風には、中世後期の絵画にフランドル絵画の写実技法、そして画家がバレンシア（スペインにおいて、イタリア・ルネサンス様式が流入した都市）で習得したボリュームや形状の認識を造り出すために色彩の透明な層を上塗りするスフマート技法が組み合わされている。
画家は、「聖なるモラレス (スペイン語で、El Divino)」と呼ばれるが、その理由は、画家の技術と色鮮やかな写実性とともに、その絵から伝わる崇高な精神性からである。

## 代表作
- La Virgen del Pajarito（聖母と鳥）（1546年）マドリッドのサン・アグスティン教会
- La Piedad（ピエタ）（1560年）バダホス大聖堂
- San Juan de Ribera（1564年）プラド美術館
- Ecce Homo（この人を見よ）アメリカ・スペイン協会
- La Piedad（ピエタ）プラド美術館
- 『授乳の聖母』(1565年頃) プラド美術館